# Komuna e Grekanit
Grekan eller Komuna e Grekanit är en tidigare kommun i Albanien.   Det är nu en administrativ enhet i Belsh kommun i Elbasan prefektur, i den centrala delen av landet, 50 km söder om huvudstaden Tirana.
Trakten runt Komuna e Grekanit består till största delen av jordbruksmark.  Runt Komuna e Grekanit är det ganska glesbefolkat, med 43 invånare per kvadratkilometer.